# Montross
Montross é uma cidade  localizada no estado norte-americano de Virginia, no Condado de Westmoreland.

## Demografia
Segundo o censo norte-americano de 2000, a sua população era de 315 habitantes. Em 2006, foi estimada uma população de 300 habitantes, um decréscimo de 15 habitantes (-4.8%).

## Geografia
De acordo com o United States Census Bureau tem uma área de 2,6 quilômetros quadrados, dos quais 2,6 quilômetros quadrados cobertos por terra e 0,0 quilômetros quadrados cobertos por água. Montross localiza-se a aproximadamente 50 metros acima do nível do mar.

## Localidades na vizinhança
O diagrama seguinte representa as localidades num raio de 36 quilômetros ao redor de Montross.